# 대한민국 민사소송법 제96조
대한민국 민사소송법 제96조는 소송대리권이 소멸되지 아니하는 경우에 대한 민사소송법 조문이다.

## 조문
제96조(소송대리권이 소멸되지 아니하는 경우) ① 일정한 자격에 의하여 자기의 이름으로 남을 위하여 소송당사자가 된 사람에게 소송대리인이 있는 경우에 그 소송대리인의 대리권은 당사자가 자격을 잃더라도 소멸되지 아니한다.
②제53조의 규정에 따라 선정된 당사자가 그 자격을 잃은 경우에는 제1항의 규정을 준용한다.